# NGC 6633
NGC 6633 је расејано звездано јато у сазвежђу Змијоноша које се налази на NGC листи објеката дубоког неба.
Деклинација објекта је + 6° 30' 30" а ректасцензија 18h 27m 15,1s. Привидна величина (магнитуда) објекта NGC 6633 износи 4,6. NGC 6633 је још познат и под ознакама OCL 90.